# Оглухинское сельское поселение
Оглухинское се́льское поселе́ние — муниципальное образование в Крутинском районе Омской области Российской Федерации.
Административный центр — село Оглухино.

## История
Статус и границы сельского поселения установлены Законом Омской области от 30 июля 2004 года № 548-ОЗ «О границах и статусе муниципальных образований Омской области».

## Население
| 2010  | 2011  | 2012  | 2013  | 2014  | 2015  | 2016  |
| ----- | ----- | ----- | ----- | ----- | ----- | ----- |
| 1556  | ↘1551 | ↘1541 | ↘1525 | ↘1496 | ↘1485 | ↘1453 |
| 2017  | 2018  | 2019  | 2020  | 2021  | 2023  |       |
| ↘1428 | ↘1401 | ↘1354 | ↘1302 | ↘981  | ↘964  |       |

## Состав сельского поселения
| № | Населённый пункт | Тип населённого пункта       | Население |
| - | ---------------- | ---------------------------- | --------- |
| 1 | Оглухино         | село, административный центр | ↘1061     |
| 2 | Пушкино          | деревня                      | 135       |
| 3 | Чикишево         | деревня                      | 214       |
| 4 | Чумановка        | деревня                      | 146       |